# Großer Oderberg
Der Große Oderberg im Harz ist ein 649,6 m ü. NN hoher Berg nahe Sankt Andreasberg im Landkreis Goslar in Niedersachsen.
Der Große Oderberg liegt im Oberharz im Nationalpark Harz etwa 2 km ostsüdöstlich des Braunlager Ortsteils Sankt Andreasberg. Seine Ostflanke, über die etwa in Nordwest-Südost-Richtung die Landesstraße 519 (Sankt Andreasberg–Oderhaus) führt, fällt zur Oder und seine Westflanke zur Breitenbeek mit den Engelsburger Teichen hin ab. Südlich des bewaldeten Bergs schließt sich, auch zwischen beiden Fließgewässern liegend, der Breitenberg (625,3 m) an.
Der nördlich gelegene Kleine Oderberg (685,1 m) ist 35,5 m höher.

## Karte
- Großer Oderberg